# Teloché
Teloché és un municipi francès situat al departament del Sarthe i a la regió de País del Loira. L'any 2007 tenia 3.040 habitants.

## Demografia

### Població
El 2007 la població de fet de Teloché era de 3.040 persones. Hi havia 1.102 famílies de les quals 193 eren unipersonals (107 homes vivint sols i 86 dones vivint soles), 361 parelles sense fills, 490 parelles amb fills i 58 famílies monoparentals amb fills.
La població ha evolucionat segons el següent gràfic:
Habitants censats

### Habitatges
El 2007 hi havia 1.143 habitatges, 1.108 eren l'habitatge principal de la família, 20 eren segones residències i 15 estaven desocupats. 1.126 eren cases i 10 eren apartaments. Dels 1.108 habitatges principals, 908 estaven ocupats pels seus propietaris, 193 estaven llogats i ocupats pels llogaters i 6 estaven cedits a títol gratuït; 9 tenien una cambra, 46 en tenien dues, 104 en tenien tres, 298 en tenien quatre i 652 en tenien cinc o més. 879 habitatges disposaven pel capbaix d'una plaça de pàrquing. A 424 habitatges hi havia un automòbil i a 611 n'hi havia dos o més.

### Piràmide de població
La piràmide de població per edats i sexe el 2009 era:
| Homes | Edats   | Dones |
| ----- | ------- | ----- |
| 0     | 95 o +  | 0     |
| 4     | 90 a 94 | 0     |
| 4     | 85 a 89 | 12    |
| 24    | 80 a 84 | 24    |
| 36    | 75 a 79 | 28    |
| 64    | 70 a 74 | 44    |
| 64    | 65 a 69 | 60    |
| 56    | 60 a 64 | 64    |
| 56    | 55 a 59 | 44    |
| 88    | 50 a 54 | 84    |
| 104   | 45 a 49 | 108   |
| 96    | 40 a 44 | 92    |
| 140   | 35 a 39 | 144   |
| 88    | 30 a 34 | 92    |
| 68    | 25 a 29 | 64    |
| 76    | 20 a 24 | 56    |
| 80    | 15 a 19 | 80    |
| 128   | 10 a 14 | 120   |
| 92    | 5 a 9   | 128   |
| 68    | 0 a 4   | 92    |

## Economia
El 2007 la població en edat de treballar era de 1.929 persones, 1.468 eren actives i 461 eren inactives. De les 1.468 persones actives 1.370 estaven ocupades (725 homes i 645 dones) i 98 estaven aturades (46 homes i 52 dones). De les 461 persones inactives 164 estaven jubilades, 169 estaven estudiant i 128 estaven classificades com a «altres inactius».

### Ingressos
El 2009 a Teloché hi havia 1.096 unitats fiscals que integraven 3.066 persones, la mediana anual d'ingressos fiscals per persona era de 18.280 €.

### Activitats econòmiques
Dels 93 establiments que hi havia el 2007, 1 era d'una empresa extractiva, 2 d'empreses alimentàries, 2 d'empreses de fabricació de material elèctric, 7 d'empreses de fabricació d'altres productes industrials, 21 d'empreses de construcció, 18 d'empreses de comerç i reparació d'automòbils, 7 d'empreses de transport, 4 d'empreses d'hostatgeria i restauració, 1 d'una empresa d'informació i comunicació, 6 d'empreses financeres, 9 d'empreses de serveis, 10 d'entitats de l'administració pública i 5 d'empreses classificades com a «altres activitats de serveis».
Dels 28 establiments de servei als particulars que hi havia el 2009, 1 era una oficina de correu, 2 oficines bancàries, 4 tallers de reparació d'automòbils i de material agrícola, 4 paletes, 4 guixaires pintors, 5 fusteries, 2 lampisteries, 2 electricistes, 3 perruqueries i 1 restaurant.
Dels 5 establiments comercials que hi havia el 2009, 1 era una gran superfície de material de bricolatge, 2 fleques, 1 una carnisseria i 1 una botiga d'equipament de la llar.
L'any 2000 a Teloché hi havia 47 explotacions agrícoles que ocupaven un total de 1.134 hectàrees.

## Equipaments sanitaris i escolars
L'únic equipament sanitari que hi havia el 2009 era una farmàcia.
El 2009 hi havia 1 escola maternal i 2 escoles elementals. Teloché disposava d'un col·legi d'educació secundària amb 527 alumnes.

## Poblacions més properes
El següent diagrama mostra les poblacions més properes.